# Csang Lin-peng
Csang Lin-peng (Csinan, 1989. május 9. –) kínai labdarúgó, az élvonalbeli Guangzhou Evergrande hátvédje. Támadó szellemű hátvéd, ismert szereléseiről és levegőbeli képességeiről. Az olasz edző, Marcello Lippi a kínai élvonal legjobb kínai játékosának nevezte.

## Külső hivatkozások
- Profil[halott link] – nationalfootballteams.com
- Profil – worldfootball.net
- Életrajz – hudong.com